# Gaslight (film uit 1944)
Gaslight is een Amerikaanse film uit 1944 onder regie van George Cukor. De film is gebaseerd op het toneelstuk Angel Street van Patrick Hamilton. Destijds werd het in Nederland en België uitgebracht onder de titel Gaslicht.

## Verhaal

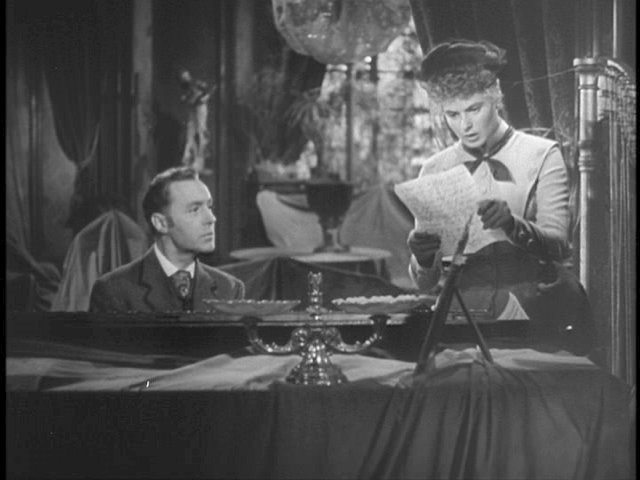
Paula leest een brief van Sergius Bauer

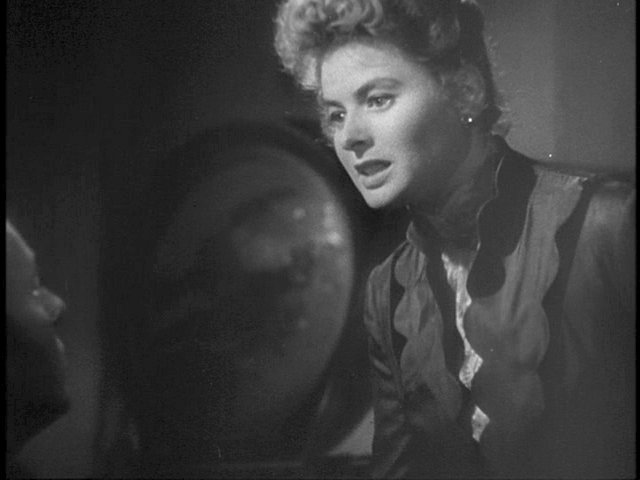
Paula confronteert haar man

Aan het begin van de film wordt bekendgemaakt dat de befaamde operazangeres Alice Alquist is vermoord. De moordenaar, die de vrouw doodde voor haar juwelen, is ervandoor gegaan zonder te bemachtigen waar hij naar zocht. Alice's jonge nicht Paula, die na de dood van haar moeder door haar tante werd opgevoed, wordt alleen en getraumatiseerd achtergelaten. Ze wordt naar Italië gestuurd, waar ze wordt getraind om in de voetsporen van Alice te treden. Deze carrière geeft ze op voor Gregory Anton, haar verloofde.
Na hun bruiloft overtuigt Gregory haar ervan te gaan wonen in het huis dat haar tante haar in Londen heeft nagelaten. Paula twijfelt aanvankelijk of ze dit wil doen, omdat het huis veel nare herinneringen bij haar opbrengt, maar uit liefde voor haar man besluit ze er toch te gaan wonen. Om haar niet constant aan haar tante te herinneren, laat Gregory al het meubilair van Alice verplaatsen naar de zolder. Voordat hij dit doet, vindt ze een brief van Sergius Bauer, die deze aan Alice schreef, twee dagen voor haar overlijden. Gregory wordt razend als hij de naam hoort en grijpt haar de brief uit handen.
Na dit voorval gebeuren er bizarre dingen in Paula's leven. Zo raakt ze de broche kwijt die ooit aan Gregory's grootmoeder toebehoorde en verdwijnen er schilderijen in het huis, waar Paula de schuld voor krijgt. Tijdens een bezoek aan de Tower of London groet ze Brian Cameron. Gregory vindt het een mysterieuze man en wil weten waarom ze iets tegen hem zei. Hoewel ze uitlegt dat ze enkel beleefd probeerde te zijn, vertrouwt de argwanende Gregory de zaak niet. Paula raakt nog meer in de war als ze voetstappen op zolder hoort en de lampen zonder verklaring dimmen. Ze vraagt dienstmeid Elizabeth of ze hier ook iets van merkt, maar zij beweert van niets te weten.
Gregory overtuigt haar ervan dat ze begint te hallucineren en dat er in feite niets aan de hand is. Hij verbiedt haar bezoek te ontvangen, omdat ze naar zijn zeggen niet in staat is te socializen. Op een avond staat ze erop naar een musical te gaan. Dan vertelt Gregory haar dat zijn horloge zoek is en als hij deze aantreft in haar tas, stort ze in en wordt naar huis gebracht. Paula raakt ervan overtuigd dat ze zich zekere dingen niet kan herinneren die ze volgens Gregory wel heeft gedaan. Dienstmeid Nancy doet weinig om de situatie te verbeteren. Nancy, die een imago heeft van een brutale en losbandige flapuit en een affaire heeft met nachtwaker Williams, is altijd streng tegen Paula en praat nauwelijks met haar. Paula weet niet dat Nancy is opgedragen zo weinig mogelijk tegen Paula te spreken en denkt dat ze een hekel aan haar heeft.
Brian Cameron vertrouwt Gregory niet en denkt dat hij iets te maken heeft met de onopgeloste moordzaak van Alice. Hij ontdekt dat Gregory 's avonds via het dak stiekem naar de zolder sluipt. Brian brengt Paula een bezoek als Gregory niet thuis is en komt tot de conclusie dat haar man in werkelijkheid Sergius Bauer is, de moordenaar van haar tante die uit is op de juwelen. Paula realiseert zich dat ze toch niet aan het doordraaien is, maar dat Gregory haar heeft gemanipuleerd omdat ze na het lezen van de brief te veel wist. Brian schakelt de hulp in van de politie en bindt hem vast. Aan het einde confronteert Paula haar man met zijn alter ego en trapt niet meer in zijn verhalen. Nadat hij de misdaden toegeeft wordt hij weggebracht en vindt Paula haar troost bij Brian.

## Rolverdeling
| Acteur             | Personage                   |
| ------------------ | --------------------------- |
| Charles Boyer      | Gregory Anton               |
| Ingrid Bergman     | Paula Alquist               |
| Joseph Cotten      | Brian Cameron               |
| Dame May Whitty    | Miss Bessie Thwaites        |
| Angela Lansbury    | Nancy Oliver                |
| Barbara Everest    | Elizabeth Tompkins          |
| Emil Rameau        | Maestro Mario Guardi        |
| Edmund Breon       | Gen. Huddleston             |
| Halliwell Hobbes   | Meneer Muffin               |
| Tom Stevenson      | Williams                    |
| Heather Thatcher   | Lady Dalroy                 |
| Lawrence Grossmith | Lord Dalroy                 |
| Terry Moore        | Paula Alquist als 14-jarige |

## Achtergrond

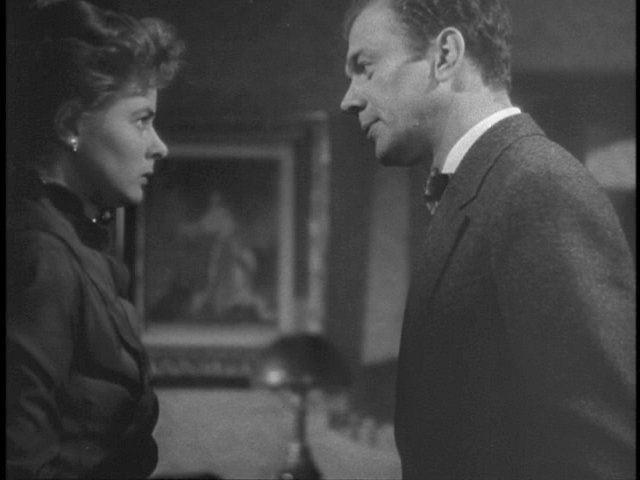
Ingrid Bergman en Joseph Cotten

In 1940 werd al de eerste verfilming van het toneelstuk uitgebracht in Engeland. Columbia Pictures had de rechten van de Britse film en plande in 1941 een Amerikaanse verfilming te maken onder de titel A Strange Case of Murder. Door conflicten met de producent van de toneelstuk, Shepard Traube, werd de film niet uitgebracht. Uiteindelijk kocht Metro-Goldwyn-Mayer de volledige rechten voor een bedrag van $150.000. Studiohoofd Louis B. Mayer probeerde alle kopieën van de Britse film te vernietigen. Hoewel dit zonder succes gebeurde, werd de gelijknamige film uit 1940 zelden vertoond over de volgende jaren heen.
Aanvankelijk werd Vincente Minnelli benaderd om de film te regisseren, maar de scenarioschrijvers stonden erop dat George Cukor de regie op zich nam. In oktober 1942 werd verwacht dat Melvyn Douglas en Irene Dunne de hoofdrollen zouden vertolken. Douglas trok zich terug in december dat jaar, omdat hij het leger in ging. Van Dunne is bekend dat ze de rol heeft afgeslagen. Ingrid Bergman had het toneelstuk op Broadway gezien en wilde de rol al vanaf begin af aan spelen. Haar contract maakte dit echter niet mogelijk en producent David O. Selznick weigerde veranderingen hierin te brengen, zodat zij de rol kon spelen. Omdat ervan uit werd gegaan dat ze niet beschikbaar was, werd er nog steeds naar andere actrices gezocht. June Duprez deed een screentest, maar kreeg de rol niet. Hedy Lamarr werd de rol aangeboden, maar zij sloeg deze af. Op een gegeven moment waren er zelfs geruchten dat Greer Garson de rol zou spelen. Uiteindelijk kreeg Bergman, op aandringen van Cukor, de vrouwelijke hoofdrol en Charles Boyer de mannelijke.
Bergman had er een hekel aan dat ze al aan het begin van de opnamen een liefdesscène moest spelen, omdat ze op dat moment haar tegenspeler nog niet kende. Op de eerste dag op de set moest ze echter in de armen van Boyer vallen. Later vertelde ze dat ze dit zeer ongemakkelijk vond. Wat deze situatie niet verbeterde, was dat Boyer klein in lengte was en op een doos moest staan in scènes met zowel Bergman als Angela Lansbury. Boyer werd regelmatig afgeleid op de set. Zijn vrouw was namelijk zwanger en na elke opname rende hij volgens Bergman naar de telefoon om haar te bellen.
Er vonden nauwelijks repetities plaats, omdat Cukor vreesde dat de magie en echtheid in emoties dan zou verdwijnen. Bergman bereidde zich wel degelijk voor op haar rol. Om zo geloofwaardig mogelijk over te komen als een mentaal instabiele vrouw, bracht ze tijd door in een inrichting. De film betekende voor Lansbury haar filmdebuut. Volgens regisseur Cukor had ze geen acteerervaring toen ze auditie deed, maar liet ze wel veel indruk achter. Cukor vertelde dat ze zich ook fysiek kon transformeren in haar rol en zeer natuurlijk speelde. Lansbury groeide na uitbrengst van de film uit tot een ster.
Gaslight werd na de lancering in 1944 een succes. The New York Times gaf alle lof aan Joseph Cotten, Dame May Whitty en Lansbury. Variety noemde het een 'uitmuntende bewerking'. Bij de Oscaruitreiking in 1945 kreeg de film zeven Oscarnominaties, waaronder in de categorieën 'Beste Film', 'Beste Acteur' (Boyer), 'Beste Actrice' (Bergman), 'Beste Vrouwelijke Bijrol' (Lansbury), 'Beste Aangepaste Scenario', 'Beste Camerawerk' en 'Beste Art Direction'. Hiervan werden enkel 'Beste Actrice' en 'Beste Art Direction' verzilverd.